# 간토쿠
간토쿠(일본어: 寛徳)는 일본의 연호 중 하나이다.
간토쿠는 일본어로 감독의 동의음이다.
- 전후 : 조큐(長久) 이후 - 에이쇼(永承) 이전.
- 시기 : 1044년 ~ 1045년
- 천황 : 고스자쿠 천황, 고레이제이 천황

## 개원
- 조큐 5년 11월 24일(율리우스력 1044년 12월 16일)에 개원하여
- 간토쿠 3년 4월 14일(율리우스력 1046년 5월 22일) 에이쇼로 개원됐다.

## 출전
《후한서》 〈두림전(杜林傳)〉의 "……蠲除苛政, 更立疏網, 海內歡欣, 人懷寬德……."

## 간토쿠 시기에 일어난 일
- 2년
  - 고레이제이 천황이 즉위했다.

## 서력과의 대조표
| 간토쿠      | 원년       | 2년        | 3년        |
| ----------- | ---------- | ---------- | ---------- |
| 서기 (西紀) | 1044년     | 1045년     | 1046년     |
| 간지 (干支) | 갑신(甲申) | 을유(乙酉) | 병술(丙戌) |

## 같이 보기
- 일본의 연호 일람

| 이전 조큐 | 일본의 연호 1044년 ~ 1045년 | 다음 에이쇼 |